# Bắt giữ Mark Kaminsky và Harvey Bennett
Mark I. Kaminsky và Harvey C. Bennett là khách du lịch Mỹ bị giam tại Liên bang Xô viết năm 1960. Kaminsky bị đưa ra xét xử, bị kết án 7 năm tù, sau đó trục xuất khỏi Liên Xô vì tội gián điệp.
Cáo phó của Kaminsky nói rằng ông là mật vụ làm việc cho chính phủ Hoa Kỳ.

## Bối cảnh
Bennett và Kaminsky gặp nhau trong Không quân Hoa Kỳ năm 1953.
Kaminsky là một người đàn ông 28 tuổi, đã nói tiếng Nga trôi chảy từ cha mẹ di cư sang Hoa Kỳ. Gia đình ông sống ở Niles, Michigan. Năm 1959, ông là một người hướng dẫn tiếng Nga tại Triển lãm Hoa Kỳ ở Moskva, Nga. Ông là một giáo viên ở Michigan, đã lên kế hoạch giảng dạy tiếng Nga tại Đại học Purdue vào mùa thu năm 1960..
Ở tuổi 26 Bennett đã kết hôn và sống ở Bath, Maine và vừa tốt nghiệp Đại học California tại Los Angeles. Ông đã "cố gắng quyết định trở thành một giáo viên của ngôn ngữ Nga hoặc một nhân viên Dịch vụ Ngoại giao".

## Du lịch Liên bang Xô viết
Kaminsky và Bennett đến Helsinki, Phần Lan. Họ thuê một chiếc ô tô và lái xe vào Nga vào ngày 27 tháng 7 năm 1960. Hai người đã đến du lịch Liên bang Xô viết với khoản học bổng trị giá 2.000 đô la từ Tổ chức Giáo dục Northcraft ở Philadelphia.
Ngày 17 tháng 8, Eugene Power và con trai Phillip, gặp hai người đàn ông. Con trai Eugene nói với ông ta rằng Kaminsky đã nói rằng cả hai đang lên kế hoạch gửi một thông điệp đến gia đình của một người đàn ông Nga đã đào thoát sang Mỹ. Ông cũng yêu cầu Phillip liên hệ với Bộ Ngoại giao nếu họ bị mất tích. Kaminsky nói với Phillip rằng họ đã lên kế hoạch chụp những bức ảnh về việc lắp đặt tàu ngầm vào ngày hôm sau, ngày 18 tháng 8 năm 1960. Eugene sau đó nói: "Thành thật mà nói, tôi nghĩ họ sẽ gặp rắc rối".
Hai người đến Uzhgorod, nơi họ dự định lái xe đến Tiệp Khắc.
Theo hãng tin Tass, hai người Mỹ "đã cố tình đi lệch khỏi tuyến đường được cho phép của họ gần Uzhgorod (gần biên giới Séc-Hung của Liên Xô) và xâm nhập vào một khoảng cách đáng kể trong khu vực biên giới bị hạn chế "trong khi đi xe máy ở vùng nông thôn của Liên Xô". Tass báo cáo rằng Kaminsky đã "mang bản đồ đã được đánh dấu các cơ sở quân sự ở miền tây Ukraine" và "Phim ảnh và một cuốn sổ ghi chứng minh ông đang thu thập dữ liệu tình báo trên lãnh thổ Liên Xô".
Kaminsky nói rằng họ đã bị dừng lại tại một điểm kiểm soát gần biên giới Tiệp Khắc. Một lính canh KGB dẫn họ đến thị trấn Chop gần đó. Sau khi thẩm vấn, họ lại dừng lại ở biên giới Tiệp Khắc. Tất cả các bộ phim của họ đã được thực hiện và phát triển. Sau khi bộ phim được phát triển, những người đàn ông đã được tìm kiếm.
Bộ Ngoại giao Hoa Kỳ thông báo rằng một du khách khác đã nhìn thấy Kaminsky vào ngày 25 tháng 8 năm 1960, "tại điểm kiểm soát biên giới của Liên Xô trong khách sạn của cơ quan du lịch Liên Xô tại Uzhgorod, biên giới Tiệp Khắc". Khách du lịch đã nói rằng Kaminsky "đang bị giam vì đã chụp một bức ảnh."
Tháng 9 năm 1960, hai du khách biến mất. Vợ của Harvey, Rena Bennett báo cáo họ mất tích.

## Bắt giữ
Hai người đàn ông ở trong một khách sạn Uzhgorod trong chín ngày "bị bắt giam". Sau đó họ bay tới Kiev. Kaminsky được đặt trong phòng giam cô lập số 35 tại trụ sở của KGB. Bennett ở trong khách sạn làm nhân chứng.

## Xét xử
Sau khi bị bắt, Kaminsky và Bennett đã được nhận một luật sư, người đã khuyên họ nên nhận tội cho tất cả các cáo buộc. Hai người đàn ông thừa nhận họ đã chụp ảnh cho một cuốn sách Kaminsky đã viết cho Quỹ Giáo dục Northcraft.
Kaminsky bị buộc tội gián điệp theo Điều II của Bộ luật Liên Xô về tội ác chống lại nhà nước. Kaminsky nói rằng "mặc dù tôi biết rằng tôi đang bị xét xử theo luật hai của Liên Xô và bị kết án tử hình, nhưng tôi vẫn được người Nga bảo đảm rằng họ sẽ không thực hiện với tôi." Công tố viên thậm chí còn nói với Kaminsky, "Tự tin lên Kaminsky, bạn sẽ không chết ở đây". Kaminsky đã thảo luận lâu dài với công tố viên về việc ai sẽ thắng cuộc bầu cử tổng thống Hoa Kỳ.
Vào ngày 16 tháng 9 năm 1960, một tòa án quân sự ở Tây Ukraine đã kết án Kaminsky đến bảy năm tù giam. Theo TASS, trong phiên xử, Bennett được coi là một nhân chứng chống lại Kaminsky và "tố cáo hoạt động của Kaminsky và tuyên bố họ không tương thích với du lịch." Sau đó, Bennett đã bác bỏ tuyên bố này.
Kaminsky đã kháng án lên Hội đồng Chủ tịch Liên Xô. Bởi vì ông ta báo cáo nhận tội và biểu lộ sự ăn năn, đoàn Chủ tịch đã phán quyết rằng ông ta nên bị trục xuất thay vì bị đưa vào tù. Kaminsky đã được thả ra từ ngày 14 tháng 10.

## Trở về Hoa Kỳ

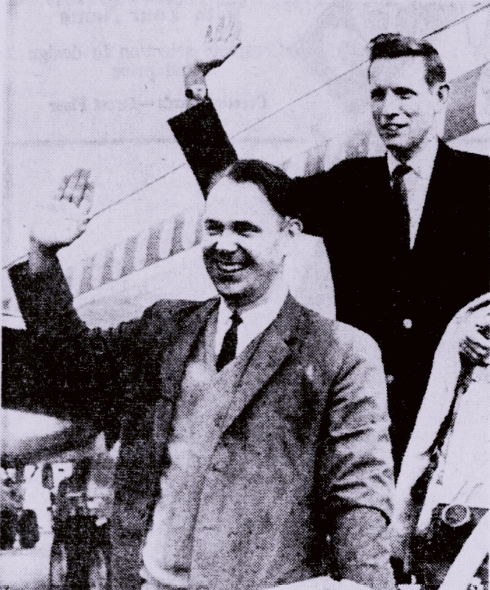
Kaminsky và Bennett đến sân bay Idlewild, tên cũ của Sân bay quốc tế John F. Kennedy

Ông trở lại Hoa Kỳ vào ngày 20 tháng 10.
Khi Kaminsky trở về Hoa Kỳ, ông tuyên bố rằng "ông đã lên kế hoạch đi thăm Nga trong 5 tuần để thu thập thông tin cho một cuốn sách" để cho thấy Liên Xô liên tục nói về hòa bình nhưng đang chuẩn bị cho chiến tranh." Ông thừa nhận ông đã lên kế hoạch viết một cuốn sách "vu khống" về Liên bang Xô viết. Ông đã chụp "những bức ảnh có thể cho thấy sự chuẩn bị cho chiến tranh trên các biên giới của Liên Xô hướng về phía tây, nơi phương Tây đã công khai cáo buộc Liên Xô giữ 75 đơn vị sẵn sàng... có nhiều người lính và các cơ sở quân sự ở khu vực biên giới hơn có những thường dân, trang trại và thị trấn." Trong một tài liệu mâu thuẫn, Kaminsky nói rằng vật thể quân sự duy nhất mà ông ta chụp được là một thiết bị radar.

## Kaminsky qua đời
Kaminsky qua đời vào ngày 15 tháng 2 năm 2007. Một trong những cáo phó của ông nói rằng ông là một "điệp viên bí mật" cho chính phủ Hoa Kỳ.